# Sommer-Paralympics 2020/Goalball
Bei den Sommer-Paralympics 2020 in Tokio wurden in insgesamt zwei Wettbewerben im Goalball Medaillen vergeben. Die Turniere wurden vom 25. August bis zum 3. September 2021 in der Makuhari Messe ausgetragen.

## Klassen
Am Goalball nahmen ausschließlich sehbehinderte Sportler teil. Sie trugen alle blickdichte Augenbinden, um keinen der Athleten zu begünstigen. Von sechs Spielern eines jeden Teams befanden sich immer nur drei gleichzeitig auf dem Spielfeld.

## Qualifizierte Teams
Es nahmen insgesamt zehn Männer- und Frauenteams mit jeweils sechs Spielern im Aufgebot an den paralympischen Goalballwettkämpfen teil.

### Männer
| Art der Qualifikation                            | Datum                        | Ort                            | Starterplätze | Qualifizierte Teams           |
| ------------------------------------------------ | ---------------------------- | ------------------------------ | ------------- | ----------------------------- |
| Ausrichter                                       | 7. September 2013            | Buenos Aires, Argentinien      | 1             | Japan                         |
| 2018 IBSA Goalball World Championships           | 3.–8. Juni 2018              | Malmö, Schweden                | 3             | Belgien Brasilien Deutschland |
| 2019 IBSA Goalball Paralympic Ranking Tournament | 29. Juni–9. Juli 2019        | Fort Wayne, Vereinigte Staaten | 2             | Litauen Türkei                |
| 2019 European Championships                      | 5.–14. Oktober 2019          | Rostock, Deutschland           | 1             | Ukraine                       |
| 2019 Parapan American Games                      | 23. August–1. September 2019 | Lima, Peru                     | 1             | Vereinigte Staaten            |
| 2019 Asian/Pacific Championships                 | 5.–11. Dezember 2019         | Tokio, Japan                   | 1             | Volksrepublik China           |
| 2020 African Championships                       | 28. Februar–6. März 2016     | Port Said, Ägypten             | 1             | Algerien                      |
| Total                                            |                              |                                | 10            |                               |

### Frauen
| Art der Qualifikation                            | Datum                        | Ort                            | Starterplätze | Qualifizierte Teams  |
| ------------------------------------------------ | ---------------------------- | ------------------------------ | ------------- | -------------------- |
| Ausrichter                                       | 7. September 2013            | Buenos Aires, Argentinien      | 1             | Japan                |
| 2018 IBSA Goalball World Championships           | 3.–8. Juni 2018              | Malmö, Schweden                | 3             | Brasilien RPC Türkei |
| 2019 IBSA Goalball Paralympic Ranking Tournament | 29. Juni–9. Juli 2019        | Fort Wayne, Vereinigte Staaten | 2             | Australien Kanada    |
| 2019 European Championships                      | 5.–14. Oktober 2019          | Rostock, Deutschland           | 1             | Israel               |
| 2019 Parapan American Games                      | 23. August–1. September 2019 | Lima, Peru                     | 1             | Vereinigte Staaten   |
| 2019 Asian/Pacific Championships                 | 5.–11. Dezember 2019         | Tokio, Japan                   | 1             | Volksrepublik China  |
| 2020 African Championships                       | 28. Februar–6. März 2016     | Port Said, Ägypten             | 1             | Ägypten 1            |
| Total                                            |                              |                                | 10            |                      |

## Medaillengewinner

### Männer
| Platz | Land                | Sportler |
| ----- | ------------------- | --- |
| 1     | Brasilien           | Emerson da Silva, Alex de Melo, José Roberto Ferreira de Oliveira, Romário Marques, Leomon Moreno, Josemárcio Sousa |
| 2     | Volksrepublik China | Cai Changgui, Chen Liangliang, Hu Mingyao, Lai Liangyu, Yang Mingyuan, Yu Qinquan                                   |
| 3     | Litauen             | Mantas Brazauskis, Artūras Jonikaitis, Nerijus Montvydas, Genrik Pavliukianec, Justas Pažarauskas, Marius Zibolis   |

### Frauen
| Platz | Land               | Sportlerinnen                                                                                   |
| ----- | ------------------ | ----------------------------------------------------------------------------------------------- |
| 1     | Türkei             | Sevda Altunoluk, Sevtap Altunoluk, Kader Çelik, Fatma Gül Güler, Şeydanur Kaplan, Reyhan Yılmaz |
| 2     | Vereinigte Staaten | Mindy Cook, Lisa Czechowski, Amanda Dennis, Marybai Huking, Eliana Mason, Asya Miller           |
| 3     | Japan              | Norika Hagiwara, Eiko Kakehata, Rieko Takahashi, Yuki Temma, Rie Urata, Haruka Wakasugi         |

## Ergebnisse

### Männer
Die zehn Männermannschaften wurden in zwei Fünfergruppen eingeteilt. Nach einem Rundenturnier qualifizierten sich die ersten vier Teams jeder Gruppe für ein Ausscheidungsturnier.

#### Gruppe A
| Rang | Land               | S | G | U | V | Tore  | Diff. | Punkte |
| ---- | ------------------ | - | - | - | - | ----- | ----- | ------ |
| 1    | Japan              | 4 | 3 | 0 | 1 | 37:15 | +22   | 9      |
| 2    | Brasilien          | 4 | 3 | 0 | 1 | 35:17 | +18   | 9      |
| 3    | Vereinigte Staaten | 4 | 2 | 0 | 2 | 25:35 | −10   | 6      |
| 4    | Litauen            | 4 | 1 | 1 | 2 | 24:31 | −7    | 4      |
| 5    | Algerien           | 4 | 0 | 1 | 3 | 20:43 | −23   | 1      |

#### Gruppe B
| Rang | Land                | S | G | U | V | Tore  | Diff. | Punkte |
| ---- | ------------------- | - | - | - | - | ----- | ----- | ------ |
| 1    | Belgien             | 4 | 2 | 0 | 2 | 18:13 | +5    | 6      |
| 2    | Ukraine             | 4 | 2 | 0 | 2 | 18:15 | +3    | 6      |
| 3    | Türkei              | 4 | 2 | 0 | 2 | 15:15 | 0     | 6      |
| 4    | Volksrepublik China | 4 | 2 | 0 | 2 | 21:22 | −1    | 6      |
| 5    | Deutschland         | 4 | 2 | 0 | 2 | 16:23 | −7    | 6      |

#### Finalrunde
|  | Viertelfinale | Viertelfinale       | Viertelfinale |  |  | Halbfinale | Halbfinale          | Halbfinale |  |  | Finale           | Finale              | Finale           |
|  |               |                     |               |  |  |            |                     |            |  |  |                  |                     |                  |
|  | A1            | Japan               | 4             |  |  |            |                     |            |  |  |                  |                     |                  |
|  | B4            | Volksrepublik China | 7             |  |  |            |                     |            |  |  |                  |                     |                  |
|  |               |                     |               |  |  | B4         | Volksrepublik China | 8          |  |  |                  |                     |                  |
|  |               |                     |               |  |  | A3         | Vereinigte Staaten  | 1          |  |  |                  |                     |                  |
|  | B2            | Ukraine             | 4             |  |  |            |                     |            |  |  |                  |                     |                  |
|  | A3            | Vereinigte Staaten  | 5             |  |  |            |                     |            |  |  |                  |                     |                  |
|  |               |                     |               |  |  |            |                     |            |  |  | B4               | Volksrepublik China | 2                |
|  |               |                     |               |  |  |            |                     |            |  |  | A2               | Brasilien           | 7                |
|  | A2            | Brasilien           | 9             |  |  |            |                     |            |  |  |                  |                     |                  |
|  | B3            | Türkei              | 4             |  |  |            |                     |            |  |  |                  |                     |                  |
|  |               |                     |               |  |  | A2         | Brasilien           | 9          |  |  |                  |                     |                  |
|  |               |                     |               |  |  | A4         | Litauen             | 5          |  |  | Spiel um Platz 3 | Spiel um Platz 3    | Spiel um Platz 3 |
|  | B1            | Belgien             | 4             |  |  |            |                     |            |  |  | A3               | Vereinigte Staaten  | 7                |
|  | A4            | Litauen             | 7             |  |  |            |                     |            |  |  | A4               | Litauen             | 10               |

### Frauen
Die zehn Frauenmannschaften wurden in zwei Fünfergruppen eingeteilt. Nach einem Rundenturnier qualifizierten sich die ersten vier Teams jeder Gruppe für ein Ausscheidungsturnier.

#### Gruppe A
| Rang | Land                | S | G | U | V | Tore  | Diff. | Punkte |
| ---- | ------------------- | - | - | - | - | ----- | ----- | ------ |
| 1    | Volksrepublik China | 4 | 3 | 0 | 1 | 17:7  | +10   | 9      |
| 2    | Israel              | 4 | 2 | 0 | 2 | 22:14 | +8    | 6      |
| 3    | RPC                 | 4 | 2 | 0 | 2 | 13:16 | −3    | 6      |
| 4    | Australien          | 4 | 2 | 0 | 2 | 9:21  | −12   | 6      |
| 5    | Kanada              | 4 | 1 | 0 | 3 | 12:15 | −3    | 3      |

#### Gruppe B
| Rang | Land               | S | G | U | V | Tore  | Diff. | Punkte |
| ---- | ------------------ | - | - | - | - | ----- | ----- | ------ |
| 1    | Türkei             | 4 | 3 | 0 | 1 | 30:11 | +19   | 9      |
| 2    | Vereinigte Staaten | 4 | 3 | 0 | 1 | 22:10 | +12   | 9      |
| 3    | Japan              | 4 | 2 | 1 | 1 | 18:13 | +5    | 7      |
| 4    | Brasilien          | 4 | 1 | 1 | 2 | 23:19 | +4    | 4      |
| 5    | Ägypten            | 4 | 0 | 0 | 4 | 3:43  | −40   | 0      |

#### Finalrunde
|  | Viertelfinale | Viertelfinale       | Viertelfinale |  |  | Halbfinale | Halbfinale         | Halbfinale |  |  | Finale           | Finale             | Finale           |
|  |               |                     |               |  |  |            |                    |            |  |  |                  |                    |                  |
|  | A1            | Volksrepublik China | 0             |  |  |            |                    |            |  |  |                  |                    |                  |
|  | B4            | Brasilien           | 1             |  |  |            |                    |            |  |  |                  |                    |                  |
|  |               |                     |               |  |  | B4         | Brasilien          | 4          |  |  |                  |                    |                  |
|  |               |                     |               |  |  | B2         | Vereinigte Staaten | 5          |  |  |                  |                    |                  |
|  | B2            | Vereinigte Staaten  | 6             |  |  |            |                    |            |  |  |                  |                    |                  |
|  | A3            | RPC                 | 3             |  |  |            |                    |            |  |  |                  |                    |                  |
|  |               |                     |               |  |  |            |                    |            |  |  | B2               | Vereinigte Staaten | 2                |
|  |               |                     |               |  |  |            |                    |            |  |  | B1               | Türkei             | 9                |
|  | A2            | Israel              | 1             |  |  |            |                    |            |  |  |                  |                    |                  |
|  | B3            | Japan               | 4             |  |  |            |                    |            |  |  |                  |                    |                  |
|  |               |                     |               |  |  | B3         | Japan              | 5          |  |  |                  |                    |                  |
|  |               |                     |               |  |  | B1         | Türkei             | 8          |  |  | Spiel um Platz 3 | Spiel um Platz 3   | Spiel um Platz 3 |
|  | B1            | Türkei              | 10            |  |  |            |                    |            |  |  | B4               | Brasilien          | 1                |
|  | A4            | Australien          | 6             |  |  |            |                    |            |  |  | B3               | Japan              | 6                |

## Abschlussplatzierung

### Männer
| Platz | Land                |
| ----- | ------------------- |
| 01    | Brasilien           |
| 02    | Volksrepublik China |
| 03    | Litauen             |
| 04    | Vereinigte Staaten  |

### Frauen
| Platz | Land               |
| ----- | ------------------ |
| 01    | Türkei             |
| 02    | Vereinigte Staaten |
| 03    | Japan              |
| 04    | Brasilien          |